# ロスコー・アーバックル
ロスコー・アーバックル（Roscoe Conkling (Fatty) Arbuckle、1887年3月24日 - 1933年6月29日）は、アメリカ合衆国カンザス州スミスセンター生まれの喜劇俳優、映画監督、脚本家である。サイレント映画の全盛期を支えた俳優の1人である。愛称は「太っちょ」という意味の「Fatty」。日本では「デブ君」などの愛称で親しまれていた。大柄な体格の割に、機敏な動きを得意にするなどして人気を博した。「Fatty Arbuckle（ファッティ・アーバックル）」と表記・呼称されることもある。身長178cm・体重120kg。

## 略歴
生まれつき太っており出生時の体重は5.9kgもあった。1歳の時、家族でカリフォルニア州のサンタアナに移った。若くして職に就いた経歴を持つ。この頃、舞台にも立っている。1909年、『Ben's Kid』でスクリーンデビュー。その後、また舞台の世界に戻ると海外巡業に出てハワイ、中国、日本などを訪れた。日本では東京や横浜に足を運んだ。
1913年からスラップスティック・コメディの製作者マック・セネットからスカウトされたことがきっかけでキーストン社に在籍。1巻ものの短編映画にキーストン・コップス（大勢の警官がドタバタ喜劇を繰り広げる）の一員として出演した。当時新人だったチャーリー・チャップリンとの共演作品（『両夫婦』『ノックアウト』など）も存在している。『ノックアウト』では、チャップリンの演技が目立つことによって自分の影が薄くなっても作品の出来がよくなるなら良しとした。メーベル・ノーマンドなどの人気俳優とも共演を繰り返した（『ファッティとメーベル』シリーズが有名）。そして一躍、喜劇を代表する大スターになった。また、評価が急上昇したチャップリンと人気を二分した時代でもある。
相手にパイを投げつける行為、いわゆる「パイ投げ」をハリウッドで早い時期に試みた人物の一人である。その映画は1913年の『A Noise from the Deep』で、メーベル・ノーマンドとの共演作品であった。多くのアーバックル作品で「パイ投げ」の芸達者ぶりを観ることができる（しかしながら、現存する作品自体あまり多くない）。
1915年の『海辺の恋人たち（デブ嬢の海辺の恋人たち）』では、ロイド眼鏡をかける前のハロルド・ロイドと共演した。
1916年後半に自身のスタジオであるコミック・フィルム・コーポレーションの社長に就任し、20本の2巻ものの喜劇の脚本、監督、主演を務めた。この間の1917年にはバスター・キートンに映画入りを勧め、キートンは『デブ君の女装（ファッティとキートンのおかしな肉屋）』でアーバックルの助演としてデビューした。以後、キートンはアーバックルに師事するようになる。

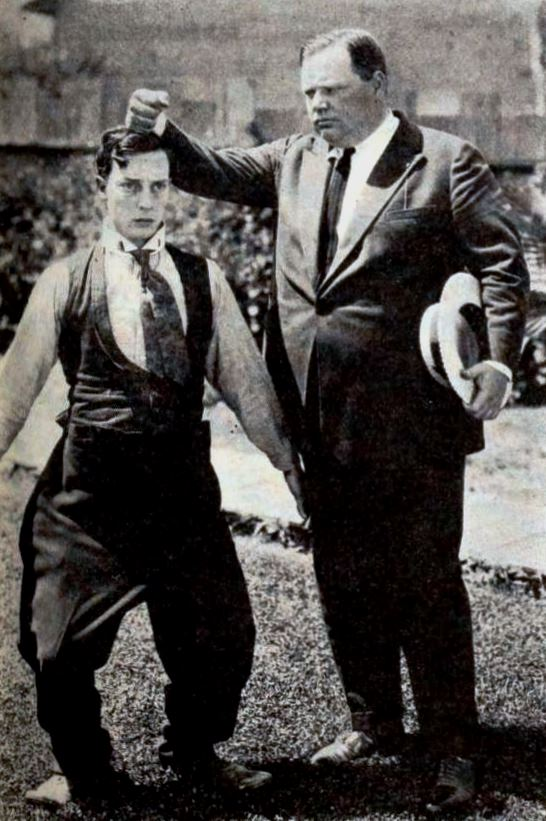
キートンとアーバックル（1920年）

1920年、アーバックルは初の長編作品『一網打尽』に主演した。
パラマウント社（当時はフェイマス・プレイヤーズ=ラスキー社）に移籍した1921年、女優ヴァージニア・ラッペへの強姦殺人（故殺）容疑で起訴される。これはサンフランシスコの高級ホテルのセント・フランシスホテル(現在のウェスティン・セント・フランシス)のスイートルームで開催されたパーティーの主催者のアーバックルが、駆け出しの女優だったラッペに対して犯行に及んだと報道された事件で、当時のハリウッド、また全米を震撼させた出来事の1つである。パーティの後、3日後にラッペは膀胱破裂に起因する腹膜炎で死亡。これにより様々な情報、憶測が新聞を通じて大々的に報じられた。当初からアーバックルは「そのような事実は無かった」と訴え、結局、証拠不十分により無罪を評決されている。しかし、無罪を勝ち取ったにもかかわらず、悪評を払拭することが出来なかった（当時は金の力で無罪を勝ち得たと見る向きが大半であった。今日では冤罪であったことが証明されている）。この事件により世間のハリウッドに対する風当たりは厳しくなり、アーバックル作品が各都市で上映禁止となり、フィルム自体も破棄された。
上記の事件により、アーバックルは半ば映画界から追放された形になり収入が途絶えた。いったん映画界から離れヴォードヴィルへの出演を経験した後、1924年にキートンに声を掛けられて『キートンの探偵学入門（忍術キートン）』(Sherlock, Jr.) の監督に挑戦した。現場の関係者とは息が合わなかったが、他の作品への監督を紹介されるなどかつての仲間に助けられる形になり、本格的に監督の仕事をこなすようになった。なお、この頃から名前を「ウィリアム(またはウィル)・グッドリッチ」(William(or Will) Goodrich、彼の父の名前) に改めて活動した。これは「Will be good=きっと良くなる」をもじったもので、キートンが考案した。
1933年6月29日、心臓麻痺によりニューヨークのマンハッタンで死亡。46歳。ワーナー・ブラザースで短編映画の製作に取り組んでいる最中だった。遺体は火葬された後、太平洋に散骨された。

### 結婚
3度の結婚を経験している。
- ミンタ・ダーフィー（女優） 1918年結婚。1925年離婚。長らく別居生活が続いた。
- ドリス・ディーン（フランス語版）（女優） 1925年結婚。1928年離婚。
- アディー・マクファイル（英語版）（女優） 1932年結婚。

## 人物
- 日本ではチャップリン作品やキートン作品で、本数は少ないながらもアーバックルの姿を見ることができる。またアメリカではアーバックルのDVDなどが発売されている。
- チャップリン、キートンにハロルド・ロイドを加えた3人で「世界の三大喜劇王」と称されることが一般的だが、更にアーバックルを加えた4人で「世界の四大喜劇王」と稀ながら称される。4人目として、アーバックルの他にもハリー・ラングドン（英語版）[20]、レイモンド・グリフィス（英語版）、チャーリー・チェイス（英語版）[21]の名前が挙がることもある。
- 1921年の醜聞によって多くの主演作品のプリントが故意に棄てられ消失した。その後、研究者たちによって、作品の捜索、復元が行われ、現在では全てではないもののある程度の作品は見ることが出来る。
- 同時代に活動し、数々の作品で共演した喜劇俳優のアル・セント・ジョンは甥にあたる[22][23]。
- サタデーナイトライブ出身のクリス・ファーレイはロスコーの伝記映画を企画していたが、その準備の最中にドラッグで死亡した。
- バスター・キートンは自伝で1921年の醜聞の被害女性について、「どのマスコミもあの女（被害女性）が才能を発揮できなかった可憐な乙女と表したときは、彼女を知る我々ハリウッドの映画人達は首を捻りあったものである。実の処、彼女は仕事を求める他の売れてない女優と大して変わらなかったというところだ」と記している[24]。
- 1922年9月2日に1ヶ月の滞在予定で横浜に到着。[25]

## 主な作品
- Ben's Kid（1909）[26]

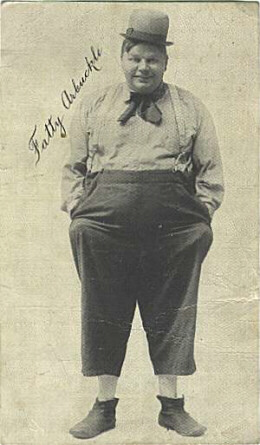
ロスコー・アーバックル（1919）

- Mrs. Jones’ Birthday（1909）[27]
- Making It Pleasant for Him（1909）[28]
- The Sanitarium（1910）[29]
- Mabel's New Hero（1913）[30]
- Fatty's Day Off（1913）[31]
- Fatty Joins the Force（1913）[32]
- Love and Rubbish（1913）[33]
- Mother's Boy（1913）[34]
- Wine（1913）[35]
- 新米活動屋（活動狂） A Film Johnnie（1914）
- もつれタンゴ Tango Tangles（1914）
- 彼の好みの気晴らし（彼がお好みの娯楽） His Favorite Pastime（1914）
- ノックアウト（デブの選手） The Knockout（1914）
- 男か女か（仮面者） The Masquerader（1914）
- 両夫婦（二組の夫婦） The Rounders（1914）
- Those Country Kids（1914）[36]
- Fatty and Minnie He-Haw（1914）[37]
- デブ嬢の海辺の恋人たち Miss Fatty's Seaside Lovers（1915）[38][39]
- デブ君の奮闘 Fatty's Tintype Tangle（1915）[40]
- Fatty and Mabel's Simple Life（1915）[41]
- Fatty's Plucky Pup（1915）[42]
- Fatty's New Role（1915）[43]
- Mabel and Fatty's Wash Day（1915）[44]
- Fatty's Reckless Fling（1915）[45]
- デブと海嘯（デブ君の漂流） Fatty and Mabel Adrift（1916）[46][47]
- デブ君の焼餅 He Did and He Didn't（1916）[48][49]
- デブの料理番 The Waiters' Ball（1916）[50][51]
- His Wife's Mistakes（1916）[52]
- デブ君の女装（ファッティとキートンのおかしな肉屋） The Butcher Boy（1917）[53][54]
- デブ君化けの皮 A Reckless Romeo（1917）[55][56]
- デブ君の入婿 The Rough House（1917）[57][58]
- デブ君の結婚 His Wedding Night（1917）[59]
- デブ君の医者 Oh Doctor!（1917）[60]
- ファッティとキートンのコニー・アイランド（キートンのコニー・アイランド／デブ君の浜遊び） Coney Island（1917）[61][62]
- デブ君の勇士 A Country Hero（1917）[63] ※現存しない[64]
- ファッティとキートンのアウト・ウェスト（デブ君の出稼ぎ） Out West（1918）[65]
- デブ君の給仕 The Bell Boy（1918）[66]
- デブ君の巌窟王 Moonshine（1918）[67]
- ファッティとキートンのグッドナイト・ナース（デブ君の入院） Good Night, Nurse!（1918）[68][69]
- デブのコック The Cook（1918）[70]
- デブの舞台裏（ファッティとキートンの初舞台） Back Stage（1919）[71]
- 飼葉の種（にぎやか雑貨店） The Hayseed（1919）[72]
- Love（1919）
- デブの自動車屋 The Garage（1920）[73]
- 一網打尽 The Round-Up（1920）[74]
- 党の生活 The Life of the Party（1920）[75]
- 結婚年 Leap Year（1921）[76]
- 石油成金 Gasoline Gus（1921）[77]
- 嫁が欲しうてなりませぬ Crazy to Marry（1921）[78]
- ブルースターの富 Brewster's Millions（1921）[79]
- 間抜けだが勇敢 Stupid but Brave（1924） ※監督のみ[80]
- キートンの探偵学入門（忍術キートン） Sherlock,Jr.（1924） ※監督[81]、脚本[要出典]のみ
- 鉄のラバ The Iron Mule（1925） ※監督・脚本のみ[82]
- デブの妄想狂（デブ君の大騒動）Buzzin' Around（1933）[83][84]

## アーバックル作品を含むアンソロジー作品
- 『喜劇の王様たち（英語版）』 （1960） - ロバート・ヤングソン（英語版）監督[85]。

## アーバックルを題材にした作品
- 『SLAPSTICKS』 - ケラリーノ・サンドロヴィッチ作。
  - 1993年 - 初演。アーバックル役：藤田秀世[86]。
  - 2003年 - アーバックル役：オダギリジョー[87]。
  - 2022年 - アーバックル役：金田哲[88]。

## 関連書籍
- サイレント・コメディ全史（新野敏也著、1992年、喜劇映画研究会 ISBN 978-4906409013）
- ハリウッド・バビロン（ケネス・アンガー著、明石三世訳、2011年、パルコ出版、ISBN 978-4891948818）
- 〈喜劇映画〉を発明した男 帝王マック・セネット、自らを語る（マック・セネット著、石野たき子訳／新野敏也監訳、2014年、作品社 ISBN 978-4861824722